# Омъжи се за моя съпруг
Омъжи се за моя съпруг (на корейски: 내 남편과 결혼해줘; на английски: Marry My Husband) е южнокорейски сериал, който се излъчва от 1 януари до 20 февруари 2024 г. по tvN. С участието на Пак Мин-йонг, На Ин-у, Лий И-кьонг и Сонг Ха-юн.

## Актьори

### Основен актьорски състав
- Пак Мин-йонг – Кан Джи-вон[6]
- На Ин-у – Ю Джи-хьок[7]
- Лий И-кьонг – Парк Мин-хван[7]
- Сонг Ха-юн – Чон Су-мин[7]
- Лий Ги-куанг – Бек Юн-хо[7]

### Поддържащ актьорски състав
Служители и персонал на U&K Group
- Гонг Мин-джънг – Янг Джу-ран[7]
- Чой Гю-ри – Ю Хуи-йон[8]
- Ким Джун-хи – Ким Гьонг-ук[9]
- Ха До-куон – Лий Сук-джун[9]

Семейство на главния актьорски състав
- Мун Сунг-кън – Ю Хан-ил[9]
- Джунг Кьонг-сун – Ким Джа-ок[8]
- Юнг Сук-йонг – Кан Хьон-мо[8]

Приятели на главния актьорски състав
- Чо Джин-се – Чо Донг-сок[8]
- Мун Су-йонг – Ким Шин-у[8]
- Бе Гъ-рин – Ха Йе-джи[8]
- Джан Дже-хо – Лий Дже-уон[8]

### Разширен актьорски състав
- Джунг Дже-сонг – Уанг Хънг-ин[10]
- Канг Санг-джун – Ю Санг-джонг[11]
- БоА – О Ю-ра[12][13]

## Премиера
Премиерата на Омъжи се за моя съпруг е на 1 януари 2024 г. по телевизионния канал tvN.